# 苏韦达
苏韦达（阿拉伯语：السويداء）也译为苏维达、斯威達是叙利亚南部城市，苏韦达省省会。地处叙利亚首都大马士革东南方约90公里，海拨1100米的高原上，主要居民为德鲁兹。城市由古代的纳巴泰人所建，当时称“苏瓦达”（Suada），意为“黑色的小镇”，因其建在黑色的火山岩上，故名。古罗马时代，因其盛产葡萄酒，该镇被称为“狄俄倪索斯”（即希腊神话中的酒神）。现在的苏韦达仍以大片的葡萄园和古罗马遗迹闻名。

## 叙利亚内战
2024年12月7日，德鲁兹人的“山地旅”加入敘利亞反對派，並從政府軍手中夺取蘇韋達省及蘇韋達市周邊領土的控制權，第一屆敘利亞過渡政府成立後，德魯茲武裝成立「蘇韋達軍事委員會」。2025年3月與敘利亞過渡政府達成協議停戰，但4月至6月間貝都因人和敘利亞政府軍陸續與德魯士人爆發衝突造成多人死傷，7月中政府軍以監督停火協議達成名義而進入城市造成德魯士人死傷，7月16日以色列國防部介入轟炸敘利亞政府大馬士革軍事總部以警告敘利亞軍勿干涉德魯士人，7月17日敘利亞政府宣布軍隊撤出斯威達市。